# Riekiella burririmbaja
Riekiella burririmbaja är en tvåvingeart som beskrevs av Kelsey 1987. Riekiella burririmbaja ingår i släktet Riekiella och familjen fönsterflugor.
Artens utbredningsområde är Northern Territory, Australien. Inga underarter finns listade i Catalogue of Life.